# Pedicularis daghestanica
Pedicularis daghestanica är en snyltrotsväxtart som beskrevs av Bonati. Pedicularis daghestanica ingår i släktet spiror, och familjen snyltrotsväxter. Inga underarter finns listade i Catalogue of Life.